# Porozumienie Organizacji Współdziałających w Zwalczaniu Komunizmu
Porozumienie Organizacji Współdziałających w Zwalczaniu Komunizmu, znane także jako Porozumienie Antykomunistyczne – organizacja społeczna w międzywojennej Polsce, której celem działania było zwalczanie komunistycznej agitacji.

## Historia
Po rewolucji październikowej wśród instruktorów harcerskich działających na wschodnich kresach państwa polskiego powstała koncepcja podjęcia działań mających na celu przeciwdziałanie wpływom komunizmu. Świadkowie działalności bolszewików postanowili przeciwdziałać agitacji i otoczyć opieką powracających do ojczyzny z Rosji harcerzy. W tym celu w 1921 roku Henryk Glass założył działający w ramach Głównej Kwatery ZHP Wydział Wschodni. Następnym etapem było założenie w 1925 roku w Warszawie organizacji, która przez pięć kolejnych lat borykała się z problemem znalezienia chętnych do bezinteresownej pracy i nie mogła podjąć pełnego spektrum planowanych działań.
Statut zarejestrowanego w grudniu 1930 roku Porozumienia Organizacji Współdziałających w Zwalczaniu Komunizmu określał jako cel działania zrzeszanie istniejących polskich stowarzyszeń oświatowych, społecznych, gospodarczych, sportowych, zawodowych i wydawniczych „dla uzgodnienia i ożywienia działalności w zakresie zabezpieczenia narodu polskiego i Państwa Polskiego przed szerzoną w kraju propagandą rewolucji społecznej”.
Zaprzestanie działalności nastąpiło krótko przed wybuchem II wojny światowej, w obawie przed dostaniem się w ręce wroga zniszczono wtedy archiwa i dokumentację organizacji.

## Struktura organizacji
Na czele Porozumienia Organizacji Współdziałających w Zwalczaniu Komunizmu stało warszawskie 9-osobowe Centralne Biuro kierujące bieżącymi pracami. Biuro współpracowało z ośrodkami w Lublinie, Lwowie, Poznaniu i Wilnie. Z biurem stale współpracowało około 60 wolontariuszy.
Przewodniczącymi Centralnego Biura byli
- Roman Bniński (1926–1933),
- Elina Pepłowska (1933–1936),
- Władysław Sołtan (1936–1939).

Aktywistami związanymi z centrum byli
Baltazar Podhorski, Stanisław Sedlaczek, Tadeusz Sopoćko, Stanisław Małachowski, Władysław Nekrasz, Olgierd Grzymałowski, Witold Sawicki, Mirosław Sawicki, Ewelina Strzyżewska, Zofia Żychlińska, Józef Nagórski, Józef Janta Brzozowski, Jan Bach, Zofia Ciechocka, Janusz Wierusz-Kowalski, Stefan Łoś, Tadeusz Uhma, Klemens Jędrzejewski, Mieczysław Chmielewski.
Henryk Glass pełniący funkcję jednego z wiceprezesów przez cały okres działalności porozumienia, którego był twórcą, koordynował działania organizacji, redagował wydawnictwa, organizował prace badawcze i kursy antykomunistyczne.
W ramach porozumienia działały grupy realizujące cząstkowe cele działalności organizacji np.:
- Biuro Studiów – zajmowało się przygotowywaniem wydawnictw będących najważniejszą formą pracy Porozumienia Organizacji Współdziałających w Zwalczaniu Komunizmu,
- Biuro Prawne – delegowało na wniosek sądów rzeczoznawców w sprawach dotyczących przestępstw komunistycznych.

## Członkowie porozumienia i powiązania międzynarodowe
Zrzeszone w Porozumieniu Organizacji Współdziałających w Zwalczaniu Komunizmu organizacje przystępowały do współpracy na zasadach partnerstwa. W określonych ramach przyłączały się też niepaństwowe organizacje antykomunistyczne z Francji, Belgii, Wielkiej Brytanii, Czechosłowacji, Bułgarii i Stanów Zjednoczonych (The Massachusetts Public Interest League). Głównym partnerem była szwajcarska Entente internationale contre la IIIe Internationale Théodore'a Auberta.

## Realizacja celów działania
W praktyce bezpartyjna, niezależna organizacja miała charakter elitarny. Mimo iż statut przewidywał przyjmowanie subsydiów rządowych, utrzymywała się głównie dzięki wsparciu przemysłu ze Śląska, górnictwa, Banku Cukrownictwa i Związku Ziemian (szczególnie duży udział miały wielkopolskie cukrownie i organizacje ziemiańskie), a także osób prywatnych. Publikowanie wyników prowadzonych studiów nad metodami agitacji komunistycznej w ramach własnych publikacji, a także organizowanych odczytów, zjazdów, konferencji, kursów itp. we współpracy z innymi organizacjami o podobnym charakterze realizowało statutowe cele.
Współpracując ze zrzeszonymi organizacjami, placówkami dyplomatycznymi i konsularnymi Związku Socjalistycznych Republik Radzieckich, policją i wojskiem, a także dzięki stałym kontaktom z ośrodkami sowietologicznymi (Instytutem Naukowego Badania Komunizmu ks. Antoniego Kwiatkowskiego w Warszawie, Instytutem Naukowo-Badawczym Europy Wschodniej Uniwersytetu Stefana Batorego i Krakowskim), pozyskiwano materiały propagandowe i trudno dostępne wydawnictwa komunistyczne, które wykorzystywano w bieżącej pracy.
Z Centralnego Biura wyszły opracowania instruktażowe dla prelegentów:
- Komunizm a rodzina,
- Komunizm a religia,
- Komunizm wobec inteligencji,
- Komunizm – robotnik – praca,
- Jak walczyć z agentami bolszewizmu.

Sekcja Prawna Centralnego Biura opracowała przekazany władzom państwowym w styczniu 1929 roku Memoriał w sprawie konieczności wprowadzenia ustawy antykomunistycznej, będący efektem prowadzonych w ramach sekcji prac nad polską ustawą.

## Publikacje
Od maja 1927 roku przez pięć lat wydawany był miesięcznik „Bój z bolszewizmem”, po przerwie wznowiony w 1937 roku pod tytułem „Prawda o komunizmie – Biuletyn Informacyjny” (ukazywał się do sierpnia 1939 roku). Miesięcznik uświadamiał metody działania komunistycznych ośrodków dywersji ideologicznej, a przez publikowanie dokumentów opatrzonymi komentarzami ułatwiał zrozumienie istoty zamierzeń realizowanych przy użyciu agitacji.
Dzięki staraniom Biura Studiów ukazały się też:
- H. Glass Zamach bolszewizmu na młodzież, Płock 1926
- S. Grabski Rzym czy Moskwa, Poznań 1927
- H. Glass Komunizm a dziecko, Płock 1928
- H. Glass Obrona Polski przed bolszewikami, Płock 1928
- H. Glass Uwagi o rewolucji komunistycznej, Warszawa 1931
- H. Glass Międzynarodówki socjalistyczno-komunistyczne eksploatujące sprawę robotniczą, Katowice 1938
- H. Glass Ofensywa komunizmu i drogi przeciwdziałania, Katowice 1938
- H. Glass Wpływy Kominternu wśród nauczycieli, Warszawa 1937 i 1938
- ks. S. Wyszyński Inteligencja w przedniej straży komunizmu, Katowice 1939

Dzięki wsparciu płockiego wydawnictwa „Dobra Prasa” K. Jędrzejewskiego ukazały się przygotowane przez Centralne Biuro:
- seria wydawnicza „Wydawnictwa antybolszewickie”,
- „Czytanki świąteczne”.